# ISO 25178
ISO 25178 désigne un ensemble de normes internationales définissant l’analyse des états de surface surfaciques (appelés aussi états de surface 3D).
Cette norme en plusieurs parties a été rédigée par le groupe de travail WG16 au sein du comité technique TC213 de l'ISO (Organisation internationale des standards). 
Il s’agit de la première norme au monde prenant en compte la spécification et la mesure des états de surface tridimensionnels. La norme définit notamment les paramètres surfaciques d’état de surface et les opérateurs de spécification associés. Elle décrit également les technologies de mesure applicables, les méthodes pour les étalonner ainsi que les étalons matérialisés ou les étalons logiciels nécessaires.
La grande nouveauté de cette norme est la prise en compte des moyens de mesure sans contact, déjà largement utilisés dans l’industrie mais qui ne disposaient pas jusque-là du support normatif nécessaire dans le cadre d’une démarche qualité ISO 9000. Cette norme officialise donc désormais les moyens métrologiques surfaciques en plus des moyens profilométriques normalisés depuis trente ans. Il en est de même avec les technologies de mesure qui ne sont plus limitées à la mesure à contact (stylet à pointe diamant), mais peuvent être optiques, telles que le capteur point confocal chromatique ou le microscope interférométrique.

## Structure de la norme
Titre général
ISO 25178 : Spécification géométrique des produits (GPS) – États de surface : surfacique
Documents constituant la norme
- Partie 1 : indication des états de surface (stade DIS)
- Partie 2 : termes, définitions et paramètres d’états de surface (IS, 2012)
- Partie 3 : opérateurs de spécification (IS, 2012)
- Partie 6 : classification des méthodes de mesure des états de surface (IS, 2010)
- Partie 70 : étalons matérialisés (IS, 2014)
- Partie 71 : étalons logiciels - format SDF (IS, 2012)
- Partie 72 : étalons logiciels - format XML (stade CD)
- Partie 600 : caractéristiques métrologiques des instruments de mesure de topographie surfaciques (stade WD)
- Partie 601 : caractéristiques nominales des instruments à contact (IS, 2010)
- Partie 602 : caractéristiques nominales des instruments sans-contact - capteur confocal chromatique (IS, 2010)
- Partie 603 : caractéristiques nominales des instruments sans-contact - interféromètre à glissement de franges (IS, 2013)
- Partie 604 : caractéristiques nominales des instruments sans-contact - interféromètre en lumière blanche (IS, 2013)
- Partie 605 : caractéristiques nominales des instruments sans-contact - capteur autofocus (IS, 2014)
- Partie 606 : caractéristiques nominales des instruments sans-contact - variation de focale (stade FDIS)
- Partie 607 : caractéristiques nominales des instruments sans-contact - microscope confocal (IS, 2019)
- Partie 701 : étalonnage et étalons pour les instruments à contact (IS, 2010)
- Partie 700 : étalonnage et vérification des caractéristiques métrologiques (stade WD)

Stades de développement :
- WD : Working Draft (non officiel)
- CD : Committee Draft
- DIS : Draft International Standard
- FDIS : Final Draft International Standard
- IS : International Standard (publié)

D'autres documents sont en projet ou en cours de rédaction et seront publiés les prochaines années. Plusieurs documents en projet concernent notamment d'autres technologies de mesure optique.

## Définitions nouvelles
La norme ISO 25178 est considérée par le TC213 comme devant redéfinir à la base les états de surface en partant du principe que la nature est intrinsèquement 3D. Il est prévu que les futurs travaux déclineront ces nouveaux concepts pour l'analyse profilométrique des états de surface, entraînant une révision complète de toutes les normes actuelles d’états de surface (ISO 4287, ISO 4288, ISO 1302, ISO 11562, ISO 12085, ISO 13565, etc.).
Un nouveau vocabulaire est donc mis en place :
- Filtre S : filtre éliminant de la surface les constituants de plus petite échelle (ou de plus petite longueur d’onde pour un filtre linéaire)
- Filtre L : filtre éliminant de la surface les constituants de plus grande échelle (ou de plus grande longueur d’onde pour un filtre linéaire)
- Opérateur F : opérateur de suppression de la forme nominale.
- Surface S-L : surface obtenue après filtrage S et L. Équivalente à une surface de rugosité ou d’ondulation.
- Surface S-F : surface obtenue après filtrage S et application de l’opérateur F.
- Surface primaire : surface obtenue après filtrage S.
- Indice gigogne (nesting index) : indice correspondant à la longueur d’onde de coupure d’un filtre linéaire, ou l’échelle de l’élément structurant d’un filtre morphologique.

Les nouveaux filtres autorisés sont décrits dans la série de spécifications techniques ISO 16610. Ces filtres incluent : le filtre gaussien, le filtre spline, les filtres robustes, les filtres morphologiques, les filtres par ondelettes, les filtres cascadés, etc.

## Paramètres surfaciques d'états de surface
Généralités
Les paramètres surfaciques s’écrivent avec la lettre majuscule S (ou V) suivie d’un suffixe de une ou deux lettres minuscules. Ils sont calculés sur la surface entière et non plus comme pour les paramètres 2D par moyenne d'estimateurs calculés sur plusieurs longueurs de base. Le nom du paramètre surfacique ne reflète pas le contexte de filtrage comme en 2D. Par exemple, on aura toujours Sa quelle que soit la surface, alors qu’en 2D il y avait Pa, Ra ou Wa selon que le profil était primaire, de rugosité ou d’ondulation.
Paramètres de hauteur
Ces paramètres ne quantifient que l'axe z perpendiculaire à la surface.
| Paramètre | Description                                                              |
| --------- | ------------------------------------------------------------------------ |
| Sq        | hauteur moyenne quadratique (écart-type de la distribution des hauteurs) |
| Ssk       | facteur d’asymétrie de la distribution des hauteurs                      |
| Sku       | facteur d’aplatissement de la distribution des hauteurs                  |
| Sp        | hauteur maximale des pics                                                |
| Sv        | profondeur maximale des vallées                                          |
| Sz        | hauteur totale de la surface                                             |
| Sa        | hauteur moyenne arithmétique                                             |

Paramètres spatiaux
Ces paramètres quantifient les informations latérales présentes sur les axes x et y de la surface.
| Paramètre | Description                        |
| --------- | ---------------------------------- |
| Sal       | longueur d’auto-corrélation        |
| Str       | rapport d’aspect de la texture     |
| Std       | direction principale de la texture |

Paramètres hybrides
Ces paramètres combinent les informations présentes sur les trois axes x, y et z de la surface.
| Paramètre | Description                |
| --------- | -------------------------- |
| Sdq       | gradient moyen quadratique |
| Sdr       | aire développée            |

Paramètres fonctionnels
Ces paramètres sont calculés à partir de la courbe d’Abbott-Firestone obtenue par intégration de la distribution des hauteurs sur toute la surface.
| Paramètre | Description                    |
| --------- | ------------------------------ |
| Smr       | taux de portance               |
| Smc       | profondeur de taux de portance |
| Sxp       | hauteur des pics principaux    |
| Vm        | volume de matière              |
| Vv        | volume de vide                 |
| Vmp       | volume de matière des pics     |
| Vmc       | volume de matière du cœur      |
| Vvc       | volume de vide du cœur         |
| Vvv       | volume de vide des vallées     |

Paramètres liés à la segmentation
Ces paramètres sont issus d’une segmentation de la surface en motifs (bassins versants et collines). La segmentation utilise la méthode dite de « la ligne de partage des eaux ».
| Paramètre | Description                             |
| --------- | --------------------------------------- |
| Spd       | densité des pics significatifs          |
| Spc       | courbure moyenne des pics significatifs |
| S10z      | hauteurs des 10 points principaux       |
| S5p       | hauteur des 5 principaux pics           |
| S5v       | hauteur des 5 principales vallées       |
| Sda       | aire des bassins versants fermés        |
| Sha       | aire des collines fermées               |
| Sdv       | volume des bassins versants fermés      |
| Shv       | volume des collines fermées             |

## Instruments de mesure des états de surface surfaciques
Classification des instruments de mesure
La partie 6 de la norme catégorise les technologies utilisables en trois familles :
1. les instruments topographiques : profilomètres 3D à contact ou sans contact, microscopes interférentiels ou confocaux, projecteurs de lumière structurée, microscopes stéréoscopiques, etc. ;
2. les instruments profilométriques : profilomètres 2D à contact ou sans contact, lasers ligne à triangulation, etc. ;
3. les instruments fonctionnant par intégration : mesure pneumatique, capacitive, par diffusion optique, etc.,

et définit chacune de ces technologies.
Étalons matérialisés
La partie 70 de la norme traite des étalons matérialisés tels que ceux décrits auparavant dans la norme ISO 5436-1 ou des étalons surfaciques spécifiquement prévus pour la mesure 3D.
Étalons logiciels
La partie 71 décrit le format de fichier SDF permettant l'échange entre différents instruments et logiciels, et la réalisation d'étalons non matérialisés pour l'étalonnage des instruments.
La partie 72 décrit un format universel basé sur le standard XML. Ce format a été développé par le consortium OpenGPS et proposé à la normalisation en 2009.
Ensuite, la norme explore en détail un certain nombre de ces technologies en leur consacrant chacune deux documents :
- partie 6xx : caractéristiques nominales de l’instrument ;
- partie 7xx : étalonnage de l’instrument.

Profilomètre à contact
Les parties 601 et 701 décrivent le profilomètre à contact, utilisant une pointe diamant pour mesure la surface à l’aide d’un dispositif de balayage latéral.
Profilomètre à capteur confocal chromatique
La partie 602 décrit ce type de profilomètre sans contact reposant sur un capteur point à lumière blanche appelé confocal chromatique. Le principe repose sur la dispersion chromatique de la source de lumière blanche le long de l’axe optique, à travers un dispositif confocal, et en une détection de la longueur d’onde focalisée sur la surface par un dispositif de type spectromètre.
Microscope interférométrique à glissement de frange
La partie 603 traite du microscope interférométrique monochromatique dit à glissement de frange (phase shifting).
Microscope interférométrique en lumière blanche
La partie 604 traite du microscope interférométrique dit en lumière blanche ou à cohérence de phase.
Profilomètre autofocus ponctuel
La partie 605 décrit la méthode de mesure basée sur la focalisation dynamique d'un laser en un point de la surface. 
Variation focale
La partie 606 décrit cette méthode de mesure de surface sans contact. Le principe repose sur une optique de microscope à faible profondeur de champ et une caméra CCD. En balayant la direction verticale, plusieurs images sont acquises à différentes hauteurs. Ces données sont alors utilisées pour calculer la topographie de la surface et en mesurer la rugosité.